# Jagten paa Gentleman-Røveren Singaree
Jagten paa Gentleman-Røveren Singaree er en dansk  stumfilm fra 1911 produceret af Nordisk Films Kompagni og instrueret af August Blom. Filmens hovedrolle som Gentleman-røveren Singaree fra Australien spilles af den tyske skuespiller Alwin Neuss. 
Filmen havde dansk premiere den 23. marts 1911 i Løvebiografen i København og blev i tysk- og engelsktalende lande distribueret som Singaree.

## Handling
Den australske postrøver Singaree bliver tilfangetaget, men slipper hurtigt fri igen. Han undersøger forholdene hos sheriffen, og opdager, at en smuk ung kvinde plages af sheriffens hustru, der lader hende på hustruens rædselsfulde violinspil. Singaree kan høre, at den smukke unge kvinde derimod er en usædvanlig musikalsk begavelse, og da sheriffens hustru skal spille koncert, ankommer Singaree med sine revolverbevæbnede mænd og får stoppet sheriffens hustru og i stedet får den smukke unge kvinde lov til at optræde. Hun gør det så godt, at en musikprofessor lover hende at komme til Europa, hvilket Singaree sørger for sker. Da hun året efter vender hjem som en berømt violinistinde, kræver Singaree sin belønning, og den taknemmelige unge kvinde bliver hans brud. Singaree lover dog, at han vil blive lovlydig og alene tænke på sin smukke hustru.

## Medvirkende
- Alwin Neuss - Singaree
- Otto Lagoni - Professoren
- Einar Zangenberg - Cowboyen
- Ellen Kornbeck - Den unge pige
- Ella la Cour